# Savoia-Marchetti S.57

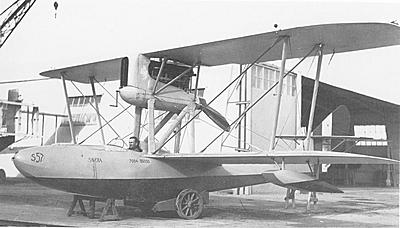
Savoia-Marchetti S.57 a terra

Il Savoia-Marchetti S.57 era un idrovolante monomotore da ricognizione ed addestramento biplano prodotto dall'azienda italiana Savoia-Marchetti negli anni venti.

## Tecnica
Costruito in legno con una carena singola, aveva una cabina di guida aperta a prua con due posti in tandem, uno per il pilota e l'altro per l'osservatore/mitragliere.
Il S.57 era alimentato da un Isotta Fraschini V.6 da 186 kW (249 CV), un motore aeronautico a 6 cilindri in linea raffreddato ad aria.
L'osservatore, era posto anteriormente al pilota ed utilizzava una mitragliatrice calibro 7,7 millimetri montata su un anello Scarff che la faceva brandeggiare.
Ne vennero costruiti nel 1925, diciotto velivoli per la Regia Aeronautica, che li utilizzò come aerei da addestramento.

### Versioni
S.57bis
con un motore Hispano-Suiza tipo 42 da 224 kW (300 CV); questa versione in dieci esemplari venne utilizzata dalla aeronautica militare argentina negli anni 1927-1935. L'armamento era potenziato con due mitragliatrici da 7,65 mm e quattro bombe da 12 kg ciascuna.

### Utilizzatori

#### Militari
Argentina
- Aviación Naval

 Italia
- Regia Aeronautica